# PZL Kania
PZL Kania je dvomotorni večnamenski helikopter,ki ga je razvil PZL-Świdnik na podlagi Mi-2. PZL Kania ima za razliko zahodne turbogredne motorje Allison 250-C20B in zahodno avioniko. Kania z 19 zgrajenimi primerki ni bila niti približno tako uspešna kot Mi-2 (okrog gfb).

## Specifikacije
Podatki iz Jane's All The World's Aircraft 1988-89; Taylor 1988, p.189
Splošne karakteristike
- Posadka: 1
- Število sedežev: 9 potnikov ali 1 200 kg tovora
- Dolžina: 12,03 m (39 ft 5½ in)
- Premer rotorja: 14,56 m (47 ft 9¼ in)
- Višina: 3,75 m (12 ft 3½ in)
- Površina rotorjev: 167 m² (1792 ft²)
- Teža praznega letala: 2000 kg (4409 lb)
- Maks. vzletna teža: 3550 kg (7826 lb)
- Pogon letala: 2 ×  turbogredni motor Allison 250-C20B, 313 kW (420 KM)  vsak

 Zmogljivost 
- Maks. hitrost: 215 km/h (116 vozlov, 134 mph)
- Potovalna hitrost: 190 km/h (102 vozlov, 118 mph) (ekonomična potovalna)
- Doseg: 493 km (266 nmi, 306 milj) (standardmno gorivo, brez rezerv)
- Največji doseg: 863 km (466 nmi, 536 milj) (maks. gorivo, brez rezerv)
- Višina leta: 4000 m (13120 ft)
- Hitrost vzpenjanja: 8,75 m/s (1725 ft/min)